# Maurizio Bianchi
Pour les articles homonymes, voir Bianchi.
Maurizio Bianchi (né le 4 décembre 1955 à Pomponesco, en Lombardie) est un artiste expérimental italien, pionnier de la musique bruitiste contemporaine.

## Œuvre
Travaillant souvent sous le pseudonyme de MB, Maurizio Bianchi puise ses inspirations dans l'aliénation mentale de l'individu dépersonnalisé par le système technocratique.
Auteur d'une très vaste discographie, on peut citer parmi ses travaux les plus représentatifs : Symphony for a genocide, Endometrio et Carcinosi, ou plus récemment Mind us trial, Elisionem, Spiritualis et Celtichants.